# Макоку
За града в Чад вижте Макоку (Чад).
Макоку (на френски: Makokou) е областен град в габонската провинция Огоуе-Ивиндо.
- Разположение:
  - северна географска ширина: 0°34
  - източна географска дължина: 12°52
- надморска височина: 308 метра

Населението на града през 2013 г. е 20 653 души.
Градът е разположен на брега на река Ивиндо и Магистрала N4 в близост до Национален парк Ивиндо. Разсраства се като център за добив на желязна руда. Първоначално тук е трябвало да бъде последната гара на Трансгабонската железница, но линията е изоставена по причини, често споменавани като политически.